# 江西區域
江西區域（：／ Kangsŏ-guyŏk */?）是朝鮮民主主義人民共和國南浦特別市東北部的一個區域，東南隔大同江與首都平壤相望，北鄰平安南道。2008年人口191,356人。下分14洞、6里。

## 歷史
1136年設江西縣，1895年升格為郡，1978年與龍岡郡大安勞動者區合併，設大安市（대안시），1979年併入南浦直轄市。2004年直轄市被撤，改隸平安南道。2010年再次被劃入南浦特別市。

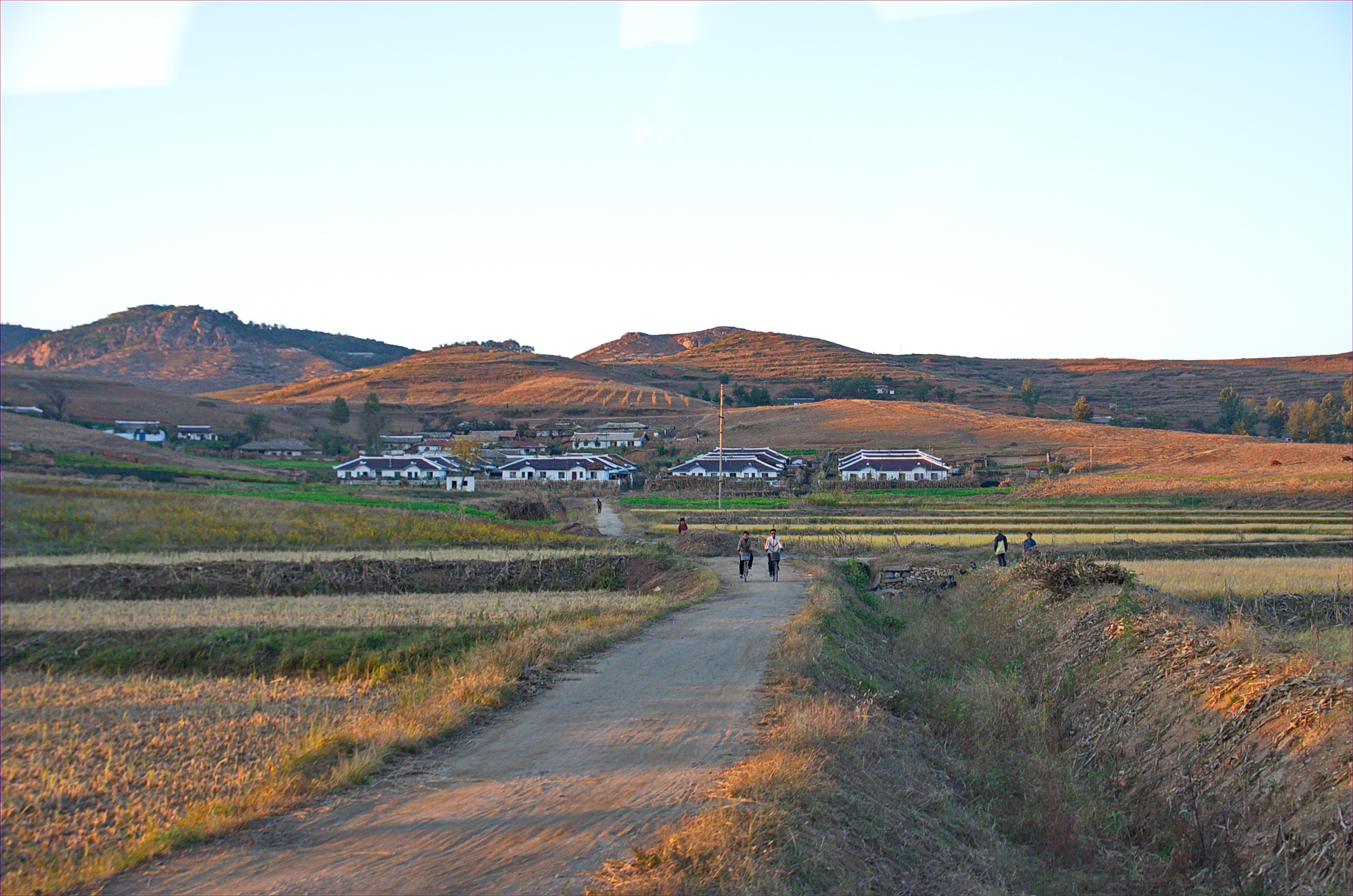
江西郡農田(2016)